# Pygopristis denticulata
Pygopristis denticulata là một loài piranha. Chúng là loài cá hiếm ở Nam Mỹ, được tìm thấy ở lưu vực sông Orinoco, phía bắc và đông khu vực Guiana Shield và các nhánh hạ lưu sông Amazon. Chúng thường ăn côn trùng thủy sinh, cá nhỏ, và trái cây.
P. denticulata phát triển đến khoảng 20.0 cm (7.9 in). Nó có 62 nhiễm sắc thể. Loài cá này sở hữu bộ răng mạnh mẽ có thể gây ra các vết cắn nghiêm trọng.